# خوان هرناندز (بازیکن فوتبال، زاده ۱۹۹۴)
خوان هرناندز (انگلیسی: Juan Hernández؛ زادهٔ ۶ دسامبر ۱۹۹۴) بازیکن فوتبال اهل اسپانیا است.
از باشگاه‌هایی که در آن بازی کرده‌است می‌توان به باشگاه فوتبال سلتاویگو اشاره کرد.